# 促脂解素
促脂解素（英語：Lipotropin，简写为LPH）是一种来源于阿黑皮素原（POMC）的激素。LPH分为β-LPH和γ-LPH。β-LPH为POMC的C端片段，含90个氨基酸残基，在体内可作用于黑色素细胞使之产生黑色素，也可促进脂分解。γ-LPH则为β-LPH的N端片段，人类的γ-LPH含56个氨基酸残基。